# سوهو (مغني)
كيم جون ميون (مواليد 22 مايو 1991) يُعرف باسمه الفني سوهو ((هانغل: 수호)) (بالإنجليزية: Suho)‏، والذي يعني بالكورية (الحارس) هو مغني وممثل كوري جنوبي، وهو عضو وقائد فرقة الفتيان الكورية الجنوبية والصينية إكسو والفرقة الفرعية إكسو كي.
قدم رسميا كعاشر عضو من إكسو في 15 فبراير عام 2012، بدأت انطلاقته الفنية مع الفرقة في 8 أبريل عام 2012. انضم إلى شركة إس إم للترفيه في عام 2006 بسن السادسة عشر، بالأضافة إلى أن مدة تدريبه هي الأطول حيث استمرت لمدة ست سنوات ونصف.

## دراسته
درس في ثانوية كوريا للفن، والتحق بجامعة كوريا الوطنية للفنون، وانسحب منها في عام 2011، واكمل دراسته في جامعة كيونغ هي الألكترونية برفقة عضوي فرقته تشانيول وبيكهيون، هناك أخذ دروسا لقسم الثقافة والفنون في إدارة الأعمال.

## أعمال شارك فيها
- Attack on the Pin-Up Boys - 2007
- Saving Santa - 2013 كمؤدي صوت
- One Way Trip - 2016 بدور رئيسي بشخصية سانغ وو
- Rich man poor woman -2018 بدور رئيسي بشخصية يوو تشان
- Middle School Girl A - 2018 بدور رئيسي بشخصية هيون جاي هي

## روابط خارجية
- سوهو على موقع IMDb (الإنجليزية)
- سوهو على موقع ميوزك برينز (الإنجليزية)
- سوهو على موقع أول ميوزيك (الإنجليزية)
- سوهو على موقع ديسكوغز (الإنجليزية)
- سوهو على موقع قاعدة بيانات الفيلم (الإنجليزية)
- سوهو على موقع كينوبويسك (الروسية)